# Конкистадор
Конкистадор (на испански: conquistador [koŋ.kis.t̪a'ð̞oɾ] – завоевател) е термин, използван за войниците, изследователите и пътешествениците, които между XV и XVII век привеждат голяма част от Америка и островите в Тихия океан под испанско колониално управление. Началото на колонизацията на „Новия свят“ е поставено през 1492 от Христофор Колумб с установяването на укрепено селище на острова на днешната държава Куба.

## Известни конкистадори
- Ернан Кортес (Мексико, 1518 – 1522, Хондурас, 1524, Баха Калифорния, 1532 – 1536) – заедно с местни индиански съюзници побеждава империята на ацтеките на територията на днешно Мексико.
- Франсиско Писаро (Перу, 1509 – 1535) – побеждава империята на Инките на територията на днешно Перу.
- Диего де Алмагро (Перу, 1524 – 1535, Чили, 1535 – 1537) – участва заедно с Писаро в завоюването на Перу.
- Ернандо де Лерма (1541 – неизв.), основал през 1582 г. аржентинския град Салта.

## Противници
Повечето конкистадори се отнасят жестоко към местното население в районите, които посещават и завладяват. Индианците биват убивани, поробвани и изнасилвани от испанските завоеватели. Някои испанци, като известния свещеник Бартоломе де лас Касас, защитават коренното население от злоупотребите на конкистадорите. През 1542 той публикува „Кратко описание на унищожаването на Индиите“ (Brevísima relación de la destrucción de las Indias). Неговият разказ е главната причина за прокарването на новите испански колониални закони, известни като „Новите закони от 1542“, които неуспешно биват използвани в опит да се защитят правата на коренното население в колониите.